# Румункі-Стара-Весь
Румункі-Стара-Весь (пол. Rumunki-Stara Wieś) — село в Польщі, у гміні Росьцишево Серпецького повіту Мазовецького воєводства.
У 1975-1998 роках село належало до Плоцького воєводства.